# Ozma (groupe de rock)
Pour les articles homonymes, voir Ozma.
Ozma est un groupe de rock américain, originaire de Pasadena, en Californie. Formé en 1995, le groupe se sépare en 2004, avant de revenir sur sa décision en 2006 jusqu'en 2009, puis revient de nouveau en 2011. Comparé à Weezer à ses débuts, le quintette a par la suite ajouté beaucoup de claviers à sa musique, mélangeant rock indépendant, power pop et new wave.

## Biographie

### Débuts (1995–2000)
Ozma est formé en 1995 par Ryen Slegr (chant, guitare), Jose Galvez (guitare, chant), Patrick Edwards (batterie) et Daniel Brummel (chant, basse), lorsque Brummel sera présenté aux autres par Galvez, qu'il a rencontré sur Internet. En 1996, le groupe, encore sans nom, est rejoint par Katherine Kieckhefer aux claviers, avant de prendre le nom de Ozma (d'après la série d'ouvrages de L. Frank Baum que possédait la mère du batteur) en 1997, et en 1998 est rejoint par Star Wick, qui replacera Kieckhefer. Après quelques démos Cuatro et Ocho, ils publient Songs of Inaudible Trucks and Cars au début de 1999, une collection de démos et morceaux live, qui est plus tard rééditée sous le nom de Songs of Audible Trucks and Cars sur mp3.com.
La première percée d'Ozma, cependant, se fait en 2001, lorsqu'ils sont choisis pour tourner avec Weezer. En préparation de la tournée Yahoo! Outloud Tour, Weezer demandent à leur fans de voter pour les groupes qu'ils veulent voir à leurs côtés ; il en ressort Ozma et Get Up Kids. Un an plus tard, Weezer invite Ozma à tourner encore une fois à leur Hyper Extended Midget Tour, en 2002 avec Saves the Day. Au début de 2001, le groupe auto-produit The Doubble Donkey Disc (plus tard réédité chez Kung Fu Records). Avec cet album, Ozma expérimente la balalaika russe et la flute pour créer un style qu'ils appelleront « Russian coldfusion ».

### Période Kung Fu (2001–2004)
Plus tard en 2001, en partie grâce à leurs tournées avec Weezer, Ozma signe avec le label Kung Fu Records. Pendant deux ans, le label publie des versions remasterisées et rééditées de Rock and Roll Part Three et The Doubble Donkey Disc avant la sortie du troisième album d'Ozma, Spending Time on the Borderline, en 2003. Entre 2001 et 2004, Ozma tourne à plusieurs reprises aux États-Unis, avec des groupes comme Nada Surf, Superdrag, Piebald, et Rilo Kiley.
Ozma se sépare le 23 juillet 2004, citant des relations qui se détérioraient entre les membres. Daniel Brummel part à New York pour une carrière solo et publiera Speak Easy, en 2005. Entretemps, Ryen Slegr et Jose Galvez forment un nouveau groupe appelé Yes Dear, avec d'anciens membres d'Arlo et Teen Heroes.

### Pasadena(2006–2013)
En mai 2007, le groupe publie son quatrième album studio, Pasadena (d'après leur ville natale), chez About a Girl Records. L'album fait participer Matthew Caws (Nada Surf), Will Noon (Straylight Run, Fun), Rachel Haden (The Rentals, that dog.), Ben Pringle (The Rentals, Nerf Herder), et Eric Summer (Get Set Go). AllMusic considère Pasadena comme le meilleur album de leur carrière.
En 2012, Ozma joue à la Weezer Cruise, puis à la Weezer Cruise 2014. Ozma est le seul groupe (avec Weezer) à avoir joué ces deux croisières.

### Boomtown(depuis 2014)
À la fin 2013, Ozma lance un appel aux dons sur PledgeMusic pour financer leur cinquième album. Leur but est atteint, et l'album Boomtown est publié aux pledgers le 11 février 2014. Immédiatement après, Ozma se joint à Weezer pour une deuxième Weezer Cruise.

## Discographie

### Albums studio
- 2000 : Rock and Roll Part Three (Tornado Records, réedité par Kung Fu Records en 2001)
- 2001 : The Doubble Donkey Disc (Tornado Records, réedité par Kung Fu Records en 2002)
- 2003 : Spending Time on the Borderline (Kung Fu Records)
- 2007 : Pasadena (About A Girl Records)
- 2014 : Boomtown

### Démos
- 1996 : Cuatro
- 1997 : Ocho
- 1997 : First Strike EP (les pistes 2, 3, 7 et 11 se retrouveront sur Songs of Inaudible Trucks and Cars)
- 1999 : Songs of Inaudible Trucks and Cars

### Compilations
- 2021 : Cuatro y Ocho (réédition de Cuatro et Ocho)

### Albums live
- 2021 : Ozma - Live Acoustic Set - July 12, 2000
- 2021 : Ozma - Live on KUCI - January 24, 2001